# 퍼스널 모빌리티
퍼스널 트랜스포터(영어: personal transporter), 퍼스널 모빌리티 디바이스(영어: personal mobility device) 또는 퍼스널 라이트 일렉트릭 비클(personal light electric vehicle)은 개인용 이동수단을 지칭하는 말이다. 전동휠(self-balancing scooter, hoverboard), 전동킥보드, 전동스케이트보드, 전기자전거, 전기 오토바이(electric motorcycles and scooters) 등이 이에 해당하며 주로 전기를 동력으로 움직이는 1인용 이동수단이다. 태양광 전력생산기술 발달의 영향으로 저전력 운송기능의 가능성이 부각되면서 공해가 적고 공간을 많이 차지하지 않아 이동수단 및 레져용품으로 입지를 늘려나가고 있다. 앞으로 도로교통법상 퍼스널 모빌리티에 해당하는 이동수단은 '개인형 이동장치'로 분류된다. 따라서  원동기로 분류되지 않으며 원동기면허의 소지가 필요하지 않을수있고 헬멧 및 보호장구 착용, 인도 , 공원에서의 주행이 금지되는 등의 안전주의 의무는 여전히 유효하다. 매년 확대되는 퍼스널 모빌리티 시장과 그 수요에 맞추어 관련 법안이 속속 개정되고있다. 최근에는 산업통상자원부가 2017년까지 시속 60~70km 1~2인승의 저속전기차를 비롯한 마이크로 모빌리티를 개발, 보급하겠다고 발표하며 관심을 갖고 있는 상황이다.

## 종류

### 전동스케이트보드
스케이트보드에 모터와 배터리를 장착하여 전기의 힘으로 움직이게 만든 스케이트보드이다. 제품마다 사양이 다르지만 보통 최고시속 25~30km정도에 달하고 주행거리는 8km에서부터 30km까지 되는 모델까지 다양하다. 대부분의 경우 제원이 주장하는 주행거리를 내기 위해서는 적정속도를 유지하고 바깥의 기온이 낮지 않아야 한다. 전동스케이트보드는 평범한 보드보다 속력이 빠르기 때문에 주행시 안전성이 더욱 중요시 된다. 그렇기에 보통 균형을 잡기 쉽게 하도록 롱보드를 이용해 제작하며 휠 또한 직경이 긴 소프트 휠을 사용해서 안정감을 높인다. 전동 스케이트보드는 퍼스널 모빌리티중에서 탑승 난이도가 높은 편이고, 가장 안전하지 않다. 가장 작은 크기의 휠을 가지기 때문에 조그마한 돌에도 균형이 흔들릴 수 있고 별다른 제동장치가 없는 모델도 존재한다.

#### 배터리 탈착형
배터리 탈착형의 경우에는 배터리를 데크의 바닥 부분에 케이스를 이용하여 고정시켜 놓는다. 대부분의 탈착형 전동스케이드보드의 경우 모터의 동력을 파워트레인을 이용하여 뒷 바퀴 또는 앞 바퀴에 전달한다. 탈착형은 무게가 제법 나가지만 장거리 주행이 가능하다.

#### 배터리 내장형
배터리 내장형의 경우에는 배터리가 보드의 안에 내장되어 있어 눈에 띄지 않는다. 배터리가 내장된 위치는 데크 밑 바닥에 얇게 깔려있거나 바퀴 안에 들어있는 경우도 있다. 내장형의 경우에는 파워트레인을 이용해 모터의 동력을 전달하는 것이 아니라 바퀴 자체에 내장된 모터를 이용하는 경우가 많기 때문에 동력손실이 적다.

### 전동휠
전동휠은 전동으로 움직이는 휠을 의미한다. 전동휠이라고 하면 보통 한 개의 바퀴로 움직이는 전동 외발 휠을 의미한다. 내장된 자이로스코프가 앞 뒤로 균형을 맞춰주기 때문에 양 옆에 균형만 맞추면 된다. 무게중심을 앞으로 하면 전진하고 뒤로하면 후진한다. 안전을 위해 소프트웨어가 일정속력 이상을 내지 못하도록 제어한다.

### 기타 이동수단들
앞서 말한 것들 이외에도 개인용 이동수단이라면 무엇이든지 퍼스널 모빌리티이다. 고로 퍼스널 모빌리티의 가짓 수와 종류는 매우 다양하다. 앞서 언급한 비교적 대중적인 탈 것 말고도 굉장히 독특하고 창의적인 형태의 퍼스널 모빌리티들이 계속 개발되고 있는 중이다. 밑에 2가지 경우는 일반적인 형태는 아니지만 이런 것들도 퍼스널 모빌리티의 일종이다.
(rocket skates)
3kg정도의 무게에 시속 20km의 속도로 주행가능한 전동 롤러스케이트. 전동휠처럼 몸을 기울이는 것으로 전진하고 스마트폰 어플을 통해 무선조종 할 수도 있다.
(walk car)
노트북정도 크기의 3kg의 정도의 무게를 가진 소형 이동수단. 생김새도 노트북같이 생겼다. 일본에서 개발되었으며 시속 16km정도의 속도로 최장 12km정도 주행할 수 있다.

## 특징
- 퍼스널 모빌리티의 특징은 휴대의 간편함이다. 무게와 크기는 종류마다 제각각이나 1인용 이동수단인 만큼 휴대가능한 수준이다. 가방이나 전용케이스에 넣고 대중교통과 병행하여 사용할 수 있다. 또한, 전기를 사용하기 때문에 공해가 거의 없고, 유지비가 거의 들지 않는다.
- 보통 납배터리 또는 리튬이온전지를 사용하고 배터리의 수명이 다 할 때마다 배터리를 구입해서 교체하면 된다.
- 퍼스널 모빌리티는 편리한 교통수단이 될 수 있고 레저용품이 될 수 있다. 다만 위험하다. 보통 시속 20~30km로 주행할 수 있는데 실제로 체험하게 되면 굉장히 빠른 속도이다. 제어에 익숙해지기까지 꽤 시간이 필요하다. 또한 제동장치의 수준이 떨어지는 경우가 제법 있다. 대부분의 전동휠의 경우 제동장치가 존재하지 않아 위급상황에서 뛰어내리는 것 밖에 할 수 없다. 독창적인 이동방식이 많이 등장하는 만큼 제어수단이 뒤따라야 하는데 그렇지 못 하다. 아직은 이동수단이라기 보단 넓은 공간에서의 여가로 쓰이는 수준인 경우가 많다. 그나마 킥보드/스쿠터형태가 제동장치가 확실하고 제어가 쉬워서 이동수단으로 적합하다.
- 리튬이온전지가 수분 접촉시 파열 및 폭발의 위험이 있어 비가 오는 날에는 안전을 위하여 사용을 금지하고 있다.
- 초기의 이륜차 운전자용 의복은 기후에 적응하기 위하여 조치를 취한 승마복의 형태였으나, 현대에는 전문적인 경기복과 바이커 혹은 라이더스타일이라 칭해지는 일상복의 두 가지 유형으로 나타난다. 전문적인 경기복으로 정의될 수 있는 바이커 슈트는 격렬한 경기 상황에 대응할 수 있도록 비섬유 재질의 보호 장구가 부가되며, 고속주행에 따른 체온 상실을 의복 내 굴뚝 효과로 극복하기 위하여 상하의가 일체형으로 제작된 경우가 많다. 일반적인 바이커 스타일은 검은 가죽 재킷, 청바지, 부츠, 티셔츠로 구성되며, 오늘날 누구나 수용할 수 있는 보편적인 하위문화 스타일로 정착되어 있으나 형태나 재질면에서 전문적인 경기복에 비해 안전성이 미흡하다.  이륜차운전자를 위한 의복은 동작 적합성과 쾌적성, 안전성, 보온성 등 착용 목적에 따른 고려가 필요하다. 의복이 운전행위에 장애가 되지 않을 형태와, 신진대사에 지장을 초래하지 않는 범위 내에서의 신체의 차단과 보호가 고려되어야 하며, 사고 등의 돌발 상황 시 운전자가 차량에서 떨어져 나와 도로에 낙하하거나 주행 중 주위 장애물과 접촉해 상처를 입을 수 있기 때문에 최소한의 보호를 위한 소재의 적용이 필요하다.  일본 모터사이클 협회(MFJ)의 기준에 의하면 시속 200km로 체중 70kg의 사람이 80cm의 높이에서낙하하는 경우에 안전을 확보할 수 있는 성능의 기준으로 피혁 제품의 경우 두께가 1.2mm 이상, 타공 등의 가공을 할 경우 피혁 본래의 성능에 손상이 가지 않는 범위에서 행해져야 할 것이 명시되어 있다. 또한 야간 운행 시 차량의 전조등 및 후미 등을 점등 하더라도 타 차량 운전자가 인체의 폭을 인지하기 힘들기 때문에, 이로 인한 사고의 위험을 방지하기 위한 조치가 필요할 것이다. 마지막으로 운전자가 외부 기후에 노출되어 있는 이륜차의 구조상 동절기 주행 시 발생하는 바람에 의해 체온 유지에 어려움이 있을 수 있으므로, 이를 고려한 의복 형태 및 소재의 적용이 필요하다.  개인형 이동장치 의류의 개념은 모터사이클이나 레이싱에서 사용하는 의류가 아닌 전기 자전거, 전동 킥보드와 같은 개인형 이동장치를 사용할 때에 착용하는 의류이다.  상대적으로 저속에서 운행되는 개인형 이동장치의 경우 기존의 모터사이클 라이딩 웨어와는 다른 특성이 요구된다. 개인형 이동장치 의류는 안전성, 체온유지, 그리고 이동 중의 편의성을 고려한 형태가 되어야 한다. 이러한 특성은 사용자의 활동성을 보장한다.개인형 이동장치 의류는 특히 충격 흡수와 보호 기능을 갖추고 있으면서도 경량화를 실현해야 한다. 이 때문에 고기능성 소재의 사용이 중요하며, 최근에는 외부 충격에 반응하는 스마트 소재 등이 연구되고 있다. 개인형 이동장치 의류는 이동 중의 체온유지를 위해 메쉬 소재를 사용하거나, 통기구를 추가하여 통풍성을 높이거나, 나노 기술을 활용한 경량화된 패딩이나 등의 신소재들이 사용되고 있다.  개인형 이동장치 의류의 또 다른 중요한 특성은 이동 중의 편의성이다. 사용자는 이동 중에 물건을 수납할 수 있는 공간이 필요하고, 이동 후 의류를 쉽게 보관하거나, 상황에 따라 의류의 구조를 변화시킬 수 있어야 한다. 예를 들어, 날씨 변화에 따라 방수 기능을 추가하거나, 필요시에만 보호 패드를 장착할 수 있는 모듈형 구조가 도입될 수 있다.  또한 사용자가 이동 시뿐만 아니라, 도착 후에도 일상생활에서 부담 없이 착용할 수 있어야 한다. 이러한 요구를 충족하기 위해 다양한 컬러, 패턴, 그리고 원단이 적용될 수 있다. 예를 들어, 어두운 환경에서 시인성을 높이기 위한 반사 소재나, 다양한 날씨 환경에 대응 가능한 방수 성능 등이 고려될 수 있다.  개인형 이동장치는 모터사이클에 비하여 저속으로 도시 내에서 이동하는 기기로, 이에 따라 사용자의 도시 내 이동을 위한 안전성, 체온유지, 휴대성과 함께 도시 환경에 어울리는 형태를 가져야 한다고 할 수 있다.

## 같이 보기
- 전기자동차